# Max Amann (pallanuotista)
Max Amann (Magdeburgo, 19 gennaio 1905 – 24 dicembre 1945) è stato un pallanuotista tedesco, vincitore di una medaglia d'oro all'olimpiade di Amsterdam 1928.
È stato inoltre vice-campione europeo con la nazionale tedesca di pallanuoto nel 1931 e nel 1934, ottenendo un terzo posto nel 1926. Con il proprio club SC Hellas Magdeburg Amann vinse i titoli nazionali tedeschi nelle annate 1924-1925-1926, 1928-1929-1930-1931 e 1933. Oltre che nella pallanuoto Amann si aggiudicò un titolo nazionale nei 4x100 misti nel 1924. Amman arruolato nella Wehrmacht risultò disperso in azione nel 1944 o nel 1945. La sua data di morte ufficiale è il 24 dicembre 1945.